# Crataegus delawarensis
Crataegus delawarensis — вид рослин із родини трояндових (Rosaceae).

## Діагностика
Crataegus delawarensis відрізняється від інших представників серії вузькими листовими пластинками і жовтими пиляками.

## Біоморфологічна характеристика
Це кущ заввишки 10–20 дм. Гілочки молоді світло-зелені, запушення не зафіксовано, 1-річні тьмяно-червоно-коричневі, 2-річні світло-сіро-коричневі; колючки на гілочках прямі або злегка вигнуті, 1-річні темно-червоно-коричневі, тонкі, 3–4 см. Листки: ніжка листка не запушена, залозиста; пластина від ромбічної до яйцюватої, 5–6 см, ширина в 1.8–2 рази менша, частки по 3 або 4 на боці дистально, короткі, верхівки часток гострі, краї тонкі, іноді подвійні, пилчасті, верхівка гостра, поверхні голі, абаксіальна поверхня блідіша, ніж адаксіальна, адаксіальна світло-жовто-зелена. Суцвіття 5–8-квіткові. Квітки 15 мм у діаметрі; чашолистки широко трикутні, краю грубо залозисто-пилчасті, пиляки блідо-жовті. Яблука темно-червоні, субокруглі, 11–12 мм у діаметрі; кісточок 3 чи 4. Цвітіння: квітень; плодоношення: вересень — жовтень.

## Середовище проживання
Ендемік північного Делаверу, США. Росте в чагарниках на висотах 20–100 метрів.